# McAfee
McAfee är ett amerikanskt mjukvaruföretag ägt av Intel Corporation. Företaget är specialiserat på lösningar kring datorsäkerhet för både konsumentmarknad och företag.

## Information och Historia
Företaget grundades 1989 av John McAfee och företaget har idag sitt huvudkontor i Santa Clara, Kalifornien, USA. Företaget ägs numera av Intel Corporation och nyligen bildades Intel Security Group. Som ett led i att möta den stora utmaningen med växande problem runt skadlig kod på mobila enheter annonserade Intel Security Group ut fri nedladdning av Mobile Security för Android och IOS, på CES 2014. 
McAfee Security Innovation Alliance är en stor samverkande grupp där partners och leverantörer kan ansluta sig för att bidra med kunskap och lösningar inom säkerhet.
På svenska antivirusprogram-marknaden är McAfee en av de ledande leverantörerna tack vare stark marknadsföring under 1990-talet via samarbeten med tredjepartsleverantörer av datorer. McAfee är ett världsomspännande företag och har ett svenskt försäljningskontor i Stockholm, ett europeiskt huvudkontor i Slough, Berkshire i Storbritannien, ett supportcenter i Aylesbury, Buckinghamshire som även hanterar den svenska supporten via telefon.
Företaget bildade en gång i tiden gruppen Network Associates i samband med uppköp av ett antal företag som verkade inom nätverkssäkerhet, däribland Dr Solomon's Antivirus